# Grand Palais (Constantinople)
Pour les articles homonymes, voir Grand Palais.
Le Grand Palais (en grec Μέγα Παλάτιον / Méga Palátion, en turc Büyük Saray), aussi appelé « Palais sacré » (en grec Ἱερὸν Παλάτιον, Hieròn Palátion ; en latin : Sacrum Palatium) était le plus grand ensemble architectural de Constantinople. Depuis sa construction sous Constantin Ier jusqu’au Xe siècle, il est agrandi au gré des besoins et des goûts des différents empereurs, les parties les plus anciennes étant progressivement abandonnées au profit de nouveaux édifices, situés plus au sud. Ces édifices, cours, pavillons et églises formaient un ensemble irrégulier et hétéroclite.
Les premiers vestiges du Grand Palais sont mis au jour lors des fouilles ayant suivi le grand incendie de 1911. Des excavations subséquentes ont permis de retrouver la Chalkē, l' entrée monumentale du palais. En l’absence d’autres fouilles, notre connaissance du complexe s’appuie sur des sources littéraires, notamment le De Ceremoniis de l’empereur Constantin VII Porphyrogénète.

## Emplacement
Le complexe était situé au sud-ouest de la péninsule formée par la Corne d’Or, et devait correspondre à la surface occupée de nos jours par la mosquée du Sultan Ahmet et ses dépendances, dans le quartier Fathi. Comprenant toute une série d’édifices, à l’instar du présent palais de Topkapi, le Grand Palais s’étendait de l’hippodrome au mur maritime sur une pente raide de 33 mètres descendant en six terrasses jusqu’à la mer de Marmara. Dans son voisinage immédiat se trouvaient : l’hippodrome à l’ouest, les bains de Zeuxippe, l’Augustaion ou forum impérial, Hagia Sophia et Sainte-Irène au nord, l’église des Saints-Serge-et-Bacchus au sud-est.

## Histoire et excavations récentes

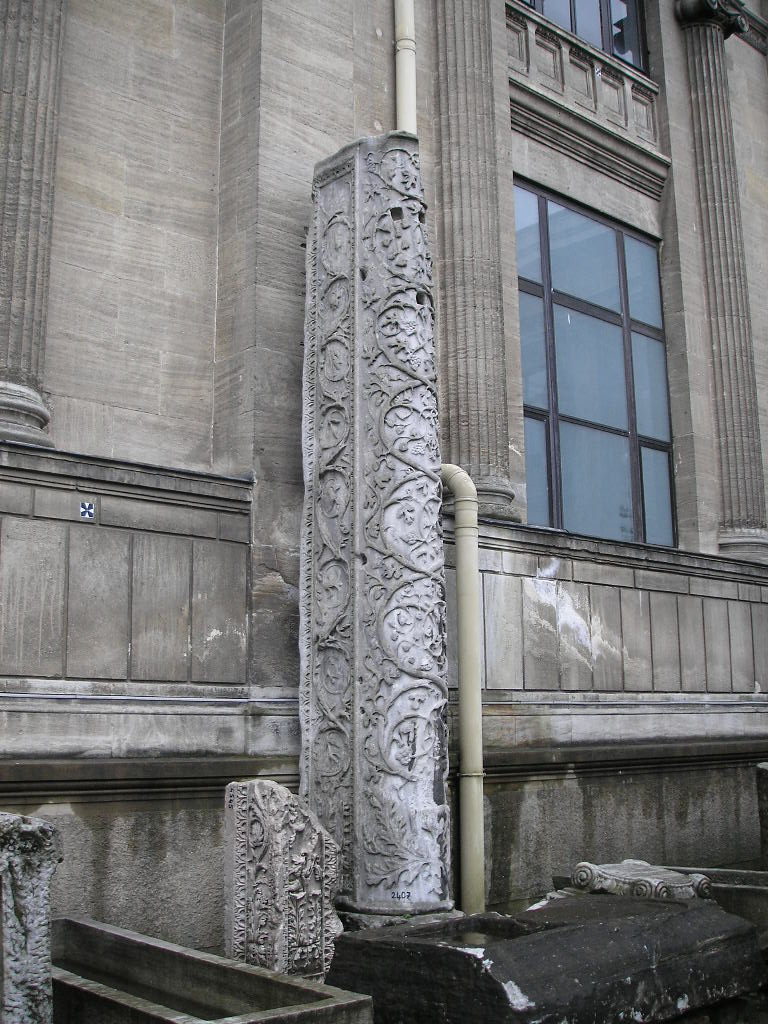
Un des piliers du Grand Palais, aujourd’hui au Musée archéologique d’Istanbul.

Lorsque Constantin Ier (empereur de 306 à 337) veut faire de sa nouvelle capitale une Nouvelle Rome, il planifie l’édification d’un palais situé à 32 m au-dessus du niveau de la mer entre Hagia Sophia et l’Hippodrome de Constantinople auquel il est relié. Ce palais subit de nombreuses transformations et additions au cours des deux siècles qui suivent jusqu’à ce que son entrée, la porte monumentale de la Chalkē et le corps de garde attenant, soient détruits durant les révoltes dites de Nika en 532. La construction d’un nouveau palais débute, 16 m plus bas, sous l’empereur Justinien Ier (règnant de 527 à 565) ; on doit à Justin II (r. 565-578) l’addition du Chrysotriklinos. Tibère II (empereur de 578 à 582) fait construire de nouveaux quartiers impériaux dans la section nord. Justinien II (régnant de 685 à 695, puis entre 705 et 711) renforce la protection de l’ensemble et fait construire le Triklinos. Par la suite, l’empereur Théophile (régnant de 829 à 842) fait construire un pavillon à deux étages contenant le Triconque (Triconchos) et le Sigma ; Basile Ier (empereur de 867 à 886) y ajoute des appartements impériaux (le Kainourgion et le Pentakoubouklon), une nouvelle église (la Nea Ekklesia), plusieurs chapelles et un terrain de polo (le Tzykanisterion). Jugeant les défenses du palais inadéquates, Nicéphore II (empereur de 963 à 969) fait construire un puissant mur de défense autour de la partie centrale qui surplombe le port du Boukoléon,.
Alexis Ier (empereur de 1081 à 1118) décide de déménager sa résidence au Palais des Blachernes, conservant le Grand Palais comme centre administratif et cérémoniel de la capitale. Le déclin continue au siècle suivant alors que des parties du complexe sont démolies, ou comblées de débris. Les dernières additions sont dues à l’empereur Manuel Ier (régnant de 1143 à 1180) qui fait construire une vaste salle appelée Manouelites décorée de mosaïques célébrant ses victoires et, probablement, une autre appelée Mouchroutas d’inspiration persane à gauche du Chrysotriklinos. Au cours du sac de Constantinople par la Quatrième Croisade, le palais est pillé par les soldats de Boniface de Montferrat. Les empereurs latins continuent tout de même de l’habiter sans avoir les moyens de le faire restaurer. Le dernier empereur latin, Baudouin II (régnant de 1226 à 1261), doit même se résigner à faire enlever les plaques de cuivre couvrant le toit pour les vendre.
Le palais n’est plus que ruines lors de la reprise de Constantinople par Michel VIII Paléologue (empereur de 1261 à 1282). De même que ses successeurs, il préfére habiter le Palais des Blachernes, utilisant le Grand Palais comme prison. En 1453, lors de la conquête par les forces de Mehmet II (au pouvoir à Constantinople jusqu'en 1481), le sultan trouve le palais en ruines et abandonné. La plus grande partie du palais est démolie au cours de la reconstruction de la cité pendant les premières années de l’ère ottomane. L’ensemble du quartier est livré à la construction domiciliaire jusqu’à ce que le sultan Ahmet Ier démolisse ce qui restait du Palais de Daphnè et de la Kathisma pour y construire en réutilisant une partie des matériaux la mosquée du sultan Ahmet et ses dépendances. 
Il ne reste presque rien, aujourd’hui, de ces ouvrages imposants. Un incendie qui ravage au début du XXe siècle les quartiers adjacents permet de commencer les excavations. De premières fouilles sont faites en 1921-1923 par E. Mamboury et T. Wiegand, puis par le Walker Trust de la University of St Andrews en 1935-1938. Interrompus par la guerre, les travaux reprennent de 1952 à 1954 sous la direction de David Talbot Rice, lesquelles mettent au jour une salle absidiale ainsi qu'une cour à péristyle (66 × 55 m) décorée d'un pavement de mosaïques de sol de très belle facture. Datées des environs du VIe siècle, elles constituaient sans doute une partie du décor de l’un des nombreux péristyles et sont maintenant exposées au Musée de la mosaïque du Grand Palais. Moins du quart de la superficie totale du Grand Palais a été excavé à ce jour, une grande partie du palais étant situé sous la présente Mosquée du Sultan Ahmet et autres édifices de la période ottomane.

## Sources
La principale source pour nos connaissances de cet ensemble est un ouvrage de Constantin VII Porphyrogénète, le De Ceremoniis. Ce manuel constitue une compilation de textes allant du VIe siècle au Xe siècle décrivant entre autres les processions auxquelles donnaient lieu les cérémonies impériales ; sur cette base, il a été possible de reconstituer au mieux l’évolution du palais. Nos deux autres sources sont la description que fait Théophane Continué des édifices construits par les empereurs Théophile et Basile Ier ainsi que le récit que fait Nicolas Mesaritès de la tentative de coup d’État de Jean Comnène en 1200.

## Les édifices

Le grand Palais de Constantinople; l’ancien palais était situé au nord-est; le nouveau au sud-ouest.

Le Grand Palais est constitué d’un ensemble d’édifices construit au fil des siècles sur un terrain en pente descendant vers la mer de Marmara et s’étageant sur six niveaux. Allant du nord (ancien palais) vers le sud (nouveau palais), on trouvait les édifices suivants.

### L’ancien palais

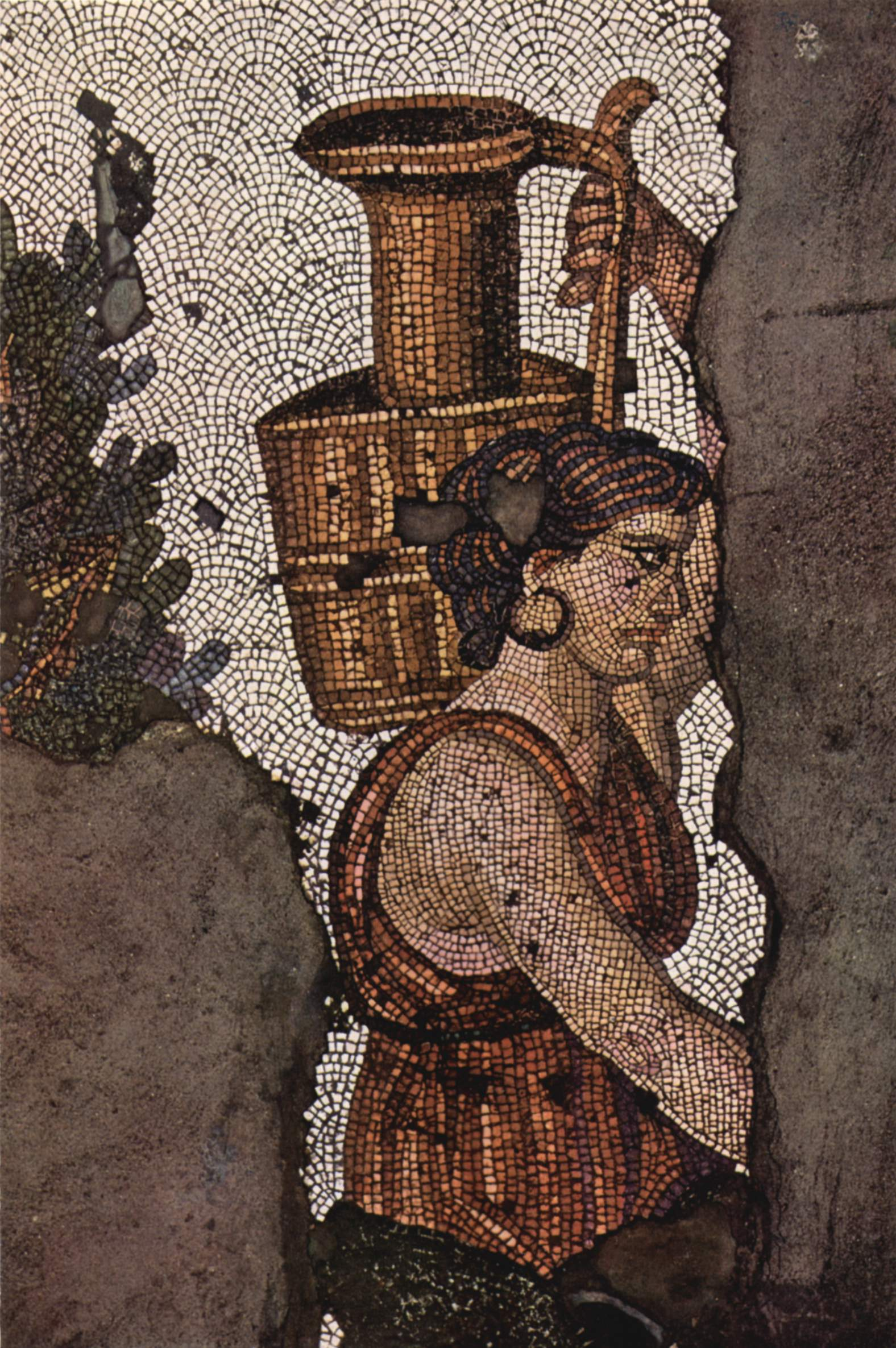
Mosaïque du V en provenance du Grand Palais.

#### Chalkē
La Chalkē (en grec byzantin Χαλκῆ Πύλη/ chalkē, «Porte de Bronze») est l’entrée de cérémonie, située au nord-ouest du palais. Son nom vient de grandes portes de bronze qui donnent sur la place de l’Augoustaion. La Chalkē est reconstruite après avoir été incendiée au cours de la révolte de Nika en 532, mais perd par la suite son rôle d’entrée principale du palais. Au Xe siècle, elle n’est plus guère utilisée que pour les grandes processions au cours desquelles l’empereur emprunte la voie royale ou Regia, continuation de la Mesē, pour se rendre à l’Augoustaion et de là à Hagia Sophia le long d’un portique (embolos). La Chalkē permet également d’accéder aux quartiers de la garde impériale (Scholai, Kandidatoi, Exkoubita) sur l’emplacement des anciens bains de Zeuxippe servant en partie de prison. 

#### Daphnè
Le palais de Daphnè est le nom que l’on donne généralement à l’ensemble des édifices qui forment la partie la plus ancienne du complexe palatial, datant du règne de Constantin Ier. Son nom lui vient soit du nom d'une statue figurant la nymphe, soit du laurier prophétique d'Apollon, soit des couronnes de laurier que l'empereur distribuait aux sénateurs le 1er janvier. C'est un ensemble de salles de réceptions, de banquets et d'appartements privés. La principale façade du Daphnè est située au nord et elle est précédée d’une imposante cour appelée « le Tribunal » permettant de rassembler un très grand nombre de personnes lors de cérémonies telles que l’acclamation d’un nouveau césar ou d’une impératrice, qui nécessitent la présence de l’armée et des hauts-fonctionnaires. Un escalier permet de se rendre du Tribunal à l’entrée principale du Palais et à sa salle principale, le Consistoire. Un autre corridor permet de se rendre au Triklinos des dix-neuf lits et à l’Augusteus.

#### Magnaure
Adjacent à la Chalkē se trouve la Magnaure (magna aula c’est-à-dire « grande salle »). Elle est composée de trois salles et de trois absides, dont celle du milieu contient la salle du trône, dit « trône de Salomon » doté d’un mécanisme permettant de le faire s’élever jusqu’au plafond. C'est là où l'empereur reçoit les ambassadeurs. Selon Liutprand, elle était ornée de statues animées, d’oiseaux qui chantaient et de lions qui rugissaient. La Magnaure existait déjà dans le palais de Constantin. Reconstruite sous Justinien et restaurée au VIIe siècle par Héraclius, elle abrite sous le règne de Michel III une université dirigée par Léon le Philosophe, . 

#### Le Consistoire
Immédiatement au sud des quartiers de la garde impériale et à droite du Tribunal, se trouve le Consistoire ou ancienne salle du trône. Il est séparé du Palais de Daphnè par une petite cour appelée Onopodion et sert de grande salle de réunion avec un trône impérial sur une estrade. Immédiatement au sud du Consistoire se trouve l’église du Seigneur (του Κυρίου), construite selon la tradition par Constantin Ier, où on conserve d’anciens vêtements ainsi que les étendards impériaux. L’entrée de cette église du Seigneur permet à l’empereur de passer par une série de corridors du nouveau palais au sud à la Chalkē et à Hagia Sophia lorsqu’il ne s’y rend pas en procession.
Trois autres édifices sont également mentionnés dans les sources littéraires comme faisant partie de l’ancien palais et sont situés à l’est de l’hippodrome.

#### Triklinos des dix-neuf Lits
Cette salle de banquet est ainsi appelée parce qu’elle se compose de neuf alcôves situées de part et d’autre de la salle contenant chacune une table et trois divans pour les invités ainsi que d’une abside au fond de la salle où se troue la table réservée à l’empereur et à ses invités personnels. On y mange à la façon des anciens Romains allongé sur des divans semi-circulaires appelés sigma (lettre ayant la forme du « C » en français). Devant s'étend une cour à portique, le « Tribunal des dix-neuf Lits », dominée par une terrasse ou balcon (hêliakon) où l'empereur fait proclamer solennellement des décisions législatives. Au sud du Triklinos se trouve le Koiton ou ancienne chambre à coucher et appartements privés impériaux, elle-même adjacente à l’Octagon servant de vestiaire lors des cérémonies impériales au Xe siècle. La chambre à coucher impériale donne sur la Kathisma ou loge impériale de l’hippodrome. Enfin immédiatement à l’est du Triklinos se trouve l’Augusteus, utilisé principalement pour le couronnement des impératrices. C’est dans cette salle que sont exposés les empereurs défunts, après quoi le cortège funèbre emprunte la porte de la Chalkè pour se rendre à l’église des Saints-Apôtres où se trouve le mausolée de Constantin.

#### Koiton
Les appartements privés de l’empereur ou Koiton sont situés au sud des salles de réception, autour d’une imposante cour intérieure d’où l’empereur jouit d’une vue étendue sur la mer de Marmara et le Bosphore. Donnant sur la même cour intérieure se trouve l’une des principales églises du palais consacrée à saint Étienne et construite par la sœur de l’empereur Théodose II en 421 qui est utilisée pour les mariages impériaux jusqu’au XIe siècle. Ces appartements permettent d’accéder à l’hippodrome couvert et, de là, à la Kathisma.

#### Troullos
Il s'agit d'une grande salle surmontée d'une coupole (en grec : trullos) décorée d'une mosaïque représentant le Christ, construite sous le règne de Tibère II et où se sont tenus deux conciles œcuméniques, celui de 680 et le « Concile in Trullo » ; elle sert de siège à l'administration des finances publiques, le genikon, et existait encore en 1180 alors qu’elle est signalée dans la Chronique de Guillaume de Tyr.

#### Genikon
Le Genikon (en grec : γενικόν) est un édifice distinct à l’intérieur du Grand Palais, construit supposément sous Constantin Ier, mais dont on ignore l’emplacement exact. On y traite de questions administratives relatives aux taxes foncières, à la perception des impôts et à la mise à jour de la liste des contribuables. L’édifice est démoli sous Isaac II (au pouvoir de 1185 à 1195 et de 1203 à 1204).

### Le nouveau palais

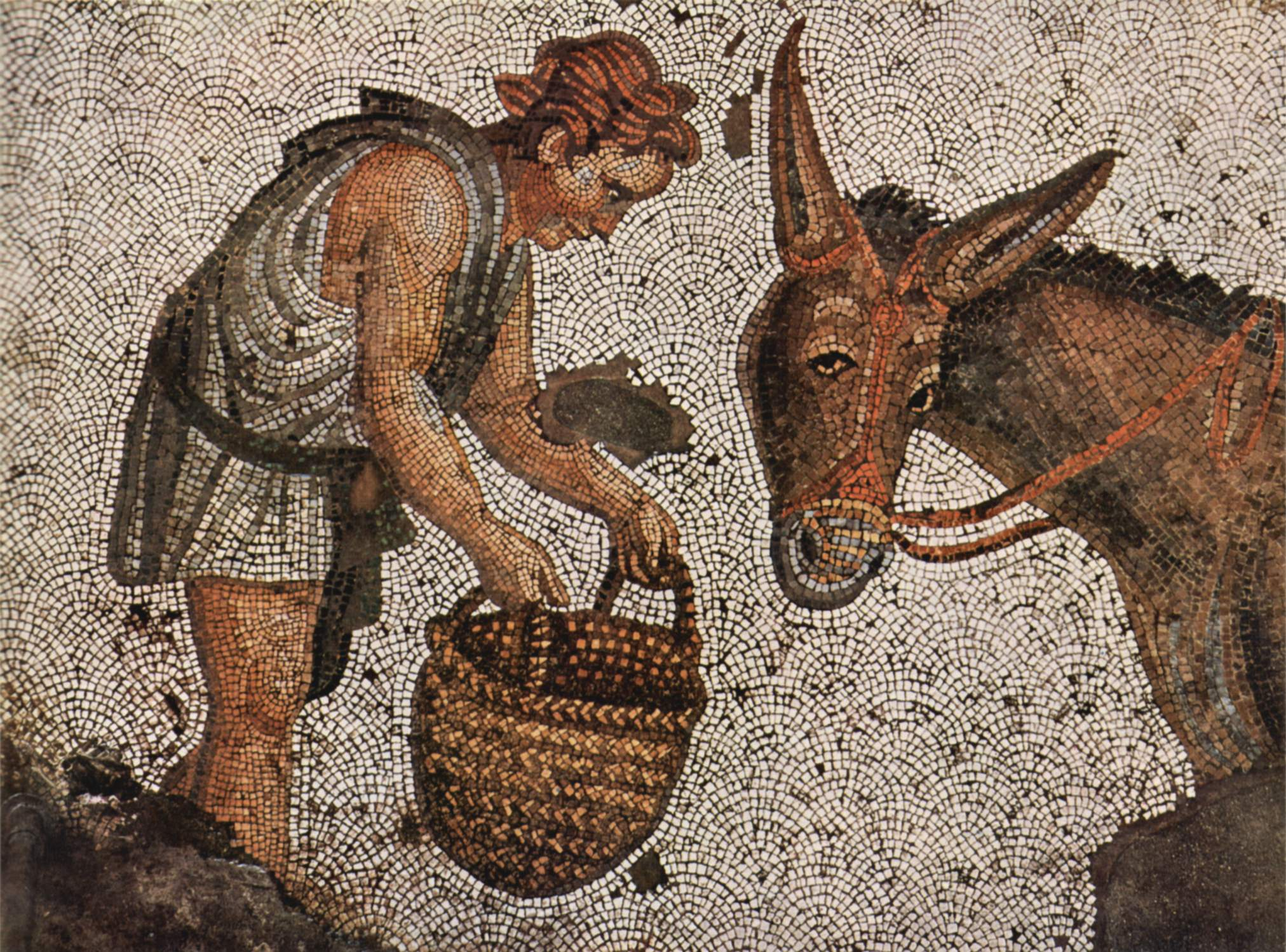
Mosaïque du V en provenance du Grand Palais.

Déjà au Ve siècle, des membres de la famille impériale se font construire des villas sur la pente descendant vers la mer de Marmara, suivant la coutume des jardins et villas impériales que l’on retrouve à la villa d’Hadrien au Tivoli ou au palais flavien à Rome. Celles-ci sont progressivement intégrées au périmètre du nouveau palais qui, avec de nouveaux édifices, a déjà pris forme à la fin du VIIe siècle. Ainsi, le Chrysotriklinos qui devait servir de salle du trône pour Justin II à la fin du VIe siècle, est le lieu où se déroulent des cérémonies qui, auparavant, se tenaient à l’Augustaion et au Consistoire alors que des cérémonies religieuses qui se tenaient auparavant à la chapelle de Saint-Étienne sont déplacées vers Notre-Dame-du-Phare et la Nea Ekklesia.

#### Palais d'Hormisdas
Au VIe siècle, Justinien, avant de devenir empereur, vit avec Theodora dans une villa appelée Palais d’Hormidas, du nom du prince perse Hormisdas, réfugié à Constantinople sous le règne de Contantin Ier, située près de l’église des Saints-Serge-et-Bacchus. Après son accession au trône, il joint ce domaine au Grand Palais.

#### Palais du Boukoléôn
Son nom lui vient d’une statue d’un bœuf et d’un lion située à l’entrée (en grec : (βοῦς et λέων; litt : bœuf et lion). Reconstruit par Théophile (r. 829-842) sur l’emplacement d’un premier palais attribué à Théodose II, ce palais est considéré comme « la résidence maritime des empereurs » et est souvent confondu avec le « Palais d’Hormidas » à l’arrière. Donnant sur la mer de Marmara, il est doté d’un port pour l’usage de l’empereur. Le palais cesse de servir de résidence sous les Paléologue et est transformé en prison. Il fait place au début de l’empire ottoman à un quartier domiciliaire. 

#### Chrysotriklinos
Construit sous Justin II, le Chrysotriklinos (c'est-à-dire le triklinos d'or ou Χϱυσοτϱίϰλινος en grec), remplace le Consistoire comme salle du trône. De forme octogonale, couvert d’une coupole et percé de seize fenêtres, le Chrysotriklinos sert principalement aux banquets d’apparat et aux fêtes liturgiques. La salle peut accueillir 102 convives. Le trône de l’empereur est situé dans une abside, dont le cul-de-four était décoré d’un Christ Pantocrator assis sur un trône. Parmi les nombreux objets précieux conservés dans cette salle figurait un arbre d'or avec des oiseaux chantant,. 
Situé entre le Grand Palais au nord et le palais de Boukoléôn au sud, le Chrysotriklinos a à sa gauche le Lausiakos et le Ioustinianos et à sa droite la Nea Ekklesia. Il se trouve probablement juste au-dessus du port du Boukoléôn et permet de passer des salles réservées à l’administration aux appartements privés de l’empereur (Koiton ou chambre à coucher impériale),.

#### Lausiakos et Ioustinianos
Sous Justinien II (r. 685 – 695; 705 – 711), deux grandes salles d’assemblée sont construites au nord du Chrysotriklinos : le Lausiakos et le Ioustinianos ou Triklinos de Justinien. Le Lausiakos est en fait une galerie donnant au sud sur le porche du Chrysotriklinos appelé l’Horlogion (probablement en raison de la présence d’un cadran solaire) et au nord sur le Ioustinianos et les bureaux de l’administration impériale. Les cortèges l’empruntent pour se rendre de l’un à l’autre ; le long des murs sont disposés des sièges pour les dignitaires du rang le plus élevé, les « Archontes du Lausiakos ». Il communique par une porte de bronze avec les cuisines impériales et la salle à diner privée de l’empereur (aristeterion), lesquelles sont situées tout près. Certains empereurs (Léon V, Théophile) l’utilisent pour des rencontres administratives et des discussions théologiques.
Le Ioustinianos est une grande salle de réception, construite en 694 sur l'ordre de Justinien II. À son extrémité nord se trouve un porche semi-circulaire appelé Skyla (litt : trophées) probablement parce qu’il abritait la proue de navires capturés en mer. La porte de la Skyla forme la limite nord du Grand Palais et ouvre sur l’hippodrome couvert, ce dernier donnant accès à la Kathisma ou loge impériale du grand hippodrome de Constantinople,.

#### LaPorphyra
C'est probablement à côté du Lausiakos que se situait la Porphyra ou salle pourpre, recouverte de porphyre impériale et dans laquelle les impératrices accouchaient. Le nouveau-né impérial prenait alors le titre prestigieux de Porphyrogénète, c'est-à-dire "né dans la pourpre".

#### L’hippodrome couvert
L’hippodrome couvert (en grec : σκεπαστός ἱππόδρομος) semble avoir été soit un jardin ayant la forme de l’hippodrome, soit un long corridor séparé en son centre par un mur et avoir été utilisé soit pour des promenades à cheval, soit pour des courses de chariot privées. Il est situé sur une terrasse en contrebas du palais à 26 m du niveau de la mer. Endroit important dans les cérémonies impériales, il ne doit pas être confondu avec l’hippodrome de Constantinople, souvent désigné dans les textes comme l’hippodrome « non couvert » beaucoup plus imposant et situé immédiatement à l’ouest (ἀσκέπαστος). Du IXe siècle au XIe siècle il abrite l’un des plus importants tribunaux de la capitale formé des « juges de l’hippodrome » (κριταὶ τοῦ ἱπποδρόμου) et les « juges du voile » (κριταὶ τοῦ βήλου) qui statuent en matière de protocole,.

#### Triconque et Sigma
Au nord-est du Chrysotriklinos, se trouvent deux édifices construits en 840 par l’empereur Théophile : le Triconque (en grec : Τϱἰκονχος / Triconchos) et le Sigma. Le Triconque est une salle à trois absides (ou conques), alors que le Sigma est un portique semi-circulaire formé de quinze colonnes de marbre, construite en même temps. Son nom, sigma, se réfère à la lettre grecque sous sa forme dite « lunaire » qui est celle d'un « C » latin. Le même empereur fait construire dans les environs nombre de pavillons résidentiels à la mode des souverains abbassides de Bagdad avec qui il est en étroit contact. 
Théophile aimait tellement ces deux édifices qu’il délaisse en leur faveur le Chrysotriklinos pour les fonctions officielles et le Koiton pour ses appartements privés, passant de l’un à l’autre édifice suivant les saisons. Déjà à son époque (première moitié du IXe siècle), l’ancien palais semble avoir été abandonné, car en 831, lors de la célébration de son triomphe à l’occasion de la capture de Tarse, l’empereur fait un arrêt devant la Chalkè, mais sans y entrer et, traversant l’hippodrome, entre dans le palais par la porte de la Kathisma pour se rendre au nouveau palais par la cour de Daphnè.

#### Kainourgion
Enfin, Basile Ier vers la fin du IXe siècle fait ajouter deux édifices importants au nouveau palais : le Kainourgion (ou Nouvel ouvrage) et la Nea Ekklesia (ou Nouvelle Église), ainsi qu’un terrain de polo. Situé près du Chrysotriklinos, le Kainourgion est une salle en forme de basilique soutenue par seize colonnes, dont huit en marbre de Thessalie et huit autres en onyx, décorée de mosaïques représentant les campagnes militaires de l'empereur.

#### Nea Ekklesia
La Nea Ekklesia (en grec : Νέα Ἐκκλησία ; litt : "nouvelle église") est la première église monumentale à être construite dans la capitale de l'Empire byzantin depuis Hagia Sophia au VIe siècle ; sa construction marque le début de la période intermédiaire de l'architecture byzantine. Le terme « nea » (nouvelle) signifiait sans aucun doute dans l’esprit de son fondateur, Basile Ier le début d’une nouvelle ère, tout comme Hagia Sophia l’avait été au temps de Constantin Ier.

#### Notre-Dame-du-Phare
Construite probablement au cours du VIIIe siècle (elle est attestée pour la première fois dans la chronique de Théophane le Confesseur pour l'année 769), l’église Notre-Dame-du-Phare (en grec : Θεοτόκος τοῦ Φάρου, par référence à un phare se trouvant à proximité) abrite l'une des plus importantes collections de reliques chrétiennes de la ville (couronne d’épines, tunique sans couture, lance de Longin, table de la Sainte Cène, bassin du lavement des pieds, Mandylion d’Édesse) et est la principale chapelle palatine des empereurs byzantins.

#### Tzykanisterion
Pour faire construire la Nea Ekklesia, Basile Ier doit faire démolir un terrain de sport construit sous Théodose II. À sa place, il en fait construire un plus grand au nord-est de la Nea Ekklesia. Le nom, d’origine perse, signifie « endroit où lancer la balle » et sert sans doute au polo.

#### Mésokèpion
Ce jardin, le plus grand du Palais, s’étend entre la Néa Ekklesia et le Tzykanistèrion.

### Sources primaires
- (fr) Procope de Césarée (trad. Denis Roques), Constructions de Justinien Ier, Alexandrie, Edizioni dell'Orso, 2011  (ISBN 978-8-8627-4296-2).
- (fr) Constantin VII Porphirogénète. Le livre des cérémonies. En deux volumes (texte grec et traduction française), suivis de deux volumes intitulés « Commentaires ». Paris, Les Belles Lettres, 1967.
- (la) Theophanus continuatus. (dans) Corpus scriptorum historiae byzantinae, Volume 45 , Ed. Weber, Bonn, 1838.

### Sources secondaires
- Raymond Janin, Constantinople byzantine : développement urbain et répertoire topographique, Archives de l'Orient chrétien, 1964, 2e éd.
- Rodolphe Guilland, Études de topographie de Constantinople byzantine, Tomes I & II, Berlin, Akademie-Verlag, 1969.
- (en) Angold, Michel. Nicholas Mesarites: His Life and Works in Translation. Liverpool University Press, 2019.  (ISBN 978-1786942043).
- (en) Bardill, J. “The Architecture and Archeology of the Hippodrome in Constantinople (in) Hippodrom/Atmeydani. A Stage for Istanbul’s History, Istanbul (2010) (Catalogue of Exhibition, Pera Museum) pp. 140 – 145.
- (en) Bardil. J. “The Great Palace of the Byzantine Emperors and The Walker Trust Excavations” (in) Journal of Roman Archeology, 12 (1999) pp. 217 – 230.
- (en) Bardill, J. “The Palace of Lausus and Nearby Monuments in Constantinople” (in) American Journal of Archeology, 101, 1997, pp. 67 – 69. (Sur le palais de Lausos).
- (en) Berger, A. « The Byzantine Court as Physical Space” (dans) The Byzantine Court: Source of Power and Culture. Ed. N. Necipoglu – A. Ödekan – E. Akyürek, Istanbul, 2013.
- (fr) Ebersolt, J. Le Grand Palais de Constantinople et le Livre des Cérémonies. Paris, Leroux, 1910.
- (en) Featherstone, Michael. “The Chrysotriklinos as Seen through De Ceremoniis” (in) L. Hoffman (ed). Zwischen Polis, Provinz une Peripherie. Beiträge zur byzantinischen Kulturgeschichte, Wiesbaden, 2005. (Mainzer Veröffentlichungen zur Byzantinistik 7), pp. 845 – 852.
- (en) Featherstone, Michael. "Space and Ceremony in the Great Palace of Constantinople under the Macedonian Emperors". (dans) Fondazione Centro Italiano di Studi sull'alto medioevo (ed) Le Corti nell'alto medioevo, Spoleto, 2015, pp. 587-608.
- (fr) Girkin, Ç. « La Porte Monumentale trouvée dans les fouilles près de l’ancienne prison de Sultanahmet » (dans) Anatolia Antiqua, 16, 2008, pp. 259 – 290.
- (fr) Guilland, Rodolphe. « L’hippodrome couvert » (dans) Études de topographie de Constantinople byzantine, vol. 1. Berlin, Akademie Verlag, 1969. pp. 165-210.
- (de) Heisenberg, August (éd.), Nikolaos Mesarites. Die Palastrevolution des Johannes Komnenos, Würzburg, 1907.
- (fr) Janin, Raymond. "Constantinople byzantine : développement urbain et répertoire topographique", Archives de l'Orient chrétien, 1964, 2e éd..
- (en) Kostenec, J. The Heart of the Empire: The Great Palace of the Byzantine Emperors Reconsidered (dans) K. Dark (ed). Secular Buildings and the Archeology of Everyday Life in the Byzantine Empire, Oxford, 2004. pp. 20-21. (Sur la Magnaura).
- (en) Maguire, Henry. Byzantine court culture from 829 to 1204, Dumbarton Oaks, 2004  (ISBN 978-0-88402-308-1).
- (de) Mamboury, E. & T. Wiegand. Die Kaiserpaläste von Konstantinopel. Zwischen Hippodrom une Maramarameer, Berlin-Leipzig, 1934. (Sur les premières fouilles du complexe).
- (en) Mango, Cyril. Byzantine Architecture. Milan, Electa/Rizoli, 1978.
- (en) Paspates, A.G. The Great Palace of Constantinople, Kessinger Publishing, 2004 (1re éd. 1893)  (ISBN 0-7661-9617-8).
- (en) Talbot-Rice, D. The Great Palace of the Byzantine Emperors, Second Report, Edimburgh, 1958. (Sur les fouilles des années 1950).